# Grisén
Grisén è un comune spagnolo di 470 abitanti situato nella comunità autonoma dell'Aragona.